# Alexander Gordon, 4. Duke of Gordon

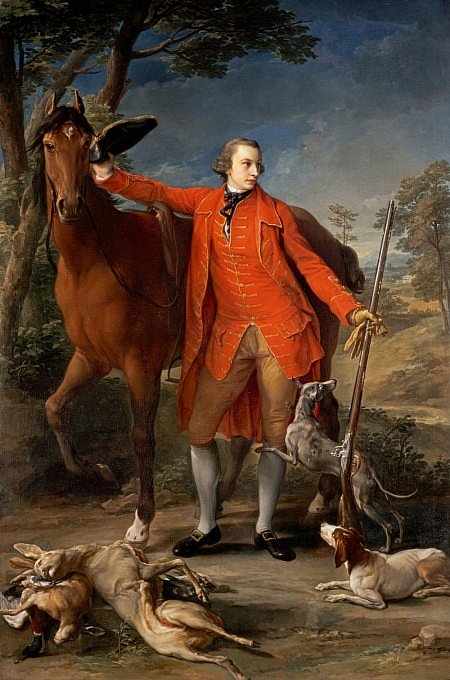
Alexander Gordon, 4. Duke of Gordon, 1764; Gemälde von Pompeo Batoni (1764), National Galleries of Scotland

Alexander Gordon, 4. Duke of Gordon (* 18. Juni 1743 auf Gordon Castle; † 17. Juni 1827 in London), war ein britischer Hochadliger.

## Leben
Er war der älteste Sohn des Cosmo Gordon, 3. Duke of Gordon (1720–1752), aus dessen Ehe mit Lady Catherine Gordon (1718–1779), Tochter des William Gordon, 2. Earl of Aberdeen. Als Heir apparent seines Vaters führte er seit Geburt den Höflichkeitstitel Marquess of Huntly. Er war noch minderjährig, als er beim Tod seines Vaters im August 1752 dessen schottische Adelstitel als 4. Duke of Gordon sowie die Würde des Chief des Clan Gordon erbte.
Er wurde am Eton College ausgebildet. Seine Mutter hatte 1756 in zweiter Ehe Staats Long Morris (1728–1800) geheiratet. Dieser rekrutierte anlässlich des Siebenjährigen Krieges aus den Ländereien des Dukes ein neues Infanterieregiment, das 89th (Highland) Regiment of Foot. Dieses wurde in Indien eingesetzt und 1765 aufgelöst. Auch der junge Alexander Gordon trat im Rang eines Captain in dieses Regiment ein, ließ sich aber sogleich beurlauben um zunächst eine Grand Tour zu unternehmen.
Von 1767 bis 1784 war er als schottischer Representative Peer Mitglied des britischen House of Lords. Um 1769 ließ er seinen Familiensitz Gordon Castle vom Architekten John Baxter († 1798) aus Edinburgh erheblich umbauen. 1775 wurde er als Knight Companion in den Distelorden aufgenommen.
Über seine Urgroßmutter väterlicherseits war er ein Ururenkel des Henry Howard, 6. Duke of Norfolk. Nachdem dessen Titel eines Earl of Norwich 1777 erloschen war, wurden Gordon 1784 in der Peerage of Great Britain die Titel Earl of Norwich und Baron Gordon of Huntley neu verliehen. Dadurch wurde er auf Lebenszeit Mitglied des House of Lords. Im Parlament galt er als Unterstützer der Regierung des Premierministers William Pitt.
Von 1794 bis 1806 hatte er das Staatsamt des Lord Keeper of the Great Seal of Scotland und von 1794 bis 1808 das Amt des Lord Lieutenant von Aberdeenshire inne.
Anlässlich des Amerikanischen Unabhängigkeitskriegs stellte er 1778 auf eigene Kosten ein Infanterieregiment, das Gordon Fencibles Regiment, auf, das er als Colonel anführte und das nach dem Krieg 1783 aufgelöst wurde. Anlässlich des Ersten Koalitionskriegs stellte er 1793 das Gordon Fencibles Regiment erneut auf und wurde dessen Colonel. Während das Regiment 1794 in Kent stationiert war, wurde es von König Georg III. nach London eingeladen und dort von ihm im Hyde Park inspiziert – es war das erste Highland-Regiment in London seit der Inspektion der Black Watch im Jahr 1743. 1799 wurde das Regiment aufgelöst.
1819 erbte er beim kinderlosen Tod seiner Cousine zweiten Grades Mary Mordaunt, 11. Baroness Mordaunt, deren 1532 in der Peerage of England geschaffenen Adelstitel als 12. Baron Mordaunt.
Der Duke war ein leidenschaftlicher Jäger. Er hielt Jagdfalken und züchtete Deerhounds und Setters. Er schrieb auch das Lied „Cauld Kail in Aberdeen“.

## Ehe und Nachkommen
In erster Ehe heiratete er 1767 Jane Maxwell (1748–1812), Tochter des Sir William Maxwell, 3. Baronet. Mit ihr hatte er zwei Söhne und fünf Töchter:
- Lady Charlotte Gordon (1768–1842), ⚭ 1789 Charles Lennox, 4. Duke of Richmond;
- George Gordon, 5. Duke of Gordon (1770–1836), General der British Army;
- Lady Madelina Gordon (1772–1849), ⚭ (1) 1789 Sir Robert Sinclair, 7. Baronet, ⚭ (2) 1805 Charles Fysche Palmer, of Luckley Park († 1843);
- Lady Susan Gordon (1774–1828), ⚭ 1793 William Montagu, 5. Duke of Manchester;
- Lady Louisa Gordon (1776–1850), ⚭ 1795 Charles Cornwallis, 2. Marquess Cornwallis;
- Lady Georgiana Gordon (1781–1853), ⚭ 1803 John Russell, 6. Duke of Bedford;
- Lord Alexander Gordon (1785–1808), Major der British Army.

In zweiter Ehe heiratete er 1820 seine Mätresse Jane Christie († 1824), mit der er bereits vier uneheliche Kinder hatte.
Sein ältester Sohn und Erbe, George Gordon, Marquess of Huntly, erbte 1807 vorzeitig durch Writ of Acceleration den Titel (2.) Baron Gordon of Huntley und wurde dadurch bereits zu Lebzeiten seines Vaters Mitglied des House of Lords. Beim Tod seines Vaters, 1827, erbte er auch die übrigen Titel als 5. Duke.

## Rezeption
Verschiedentlich wird der Duke of Gordon fälschlicherweise mit der Schlacht bei Waterloo in Verbindung gebracht, wie in dem Film Waterloo aus dem Jahr 1970. Dabei wird er mit dem schottischen Offizier Alexander Gordon (1786–1815) verwechselt, dessen der 1815 in der Schlacht fiel und dessen Korrespondenz veröffentlicht wurde.